# Borabenzene

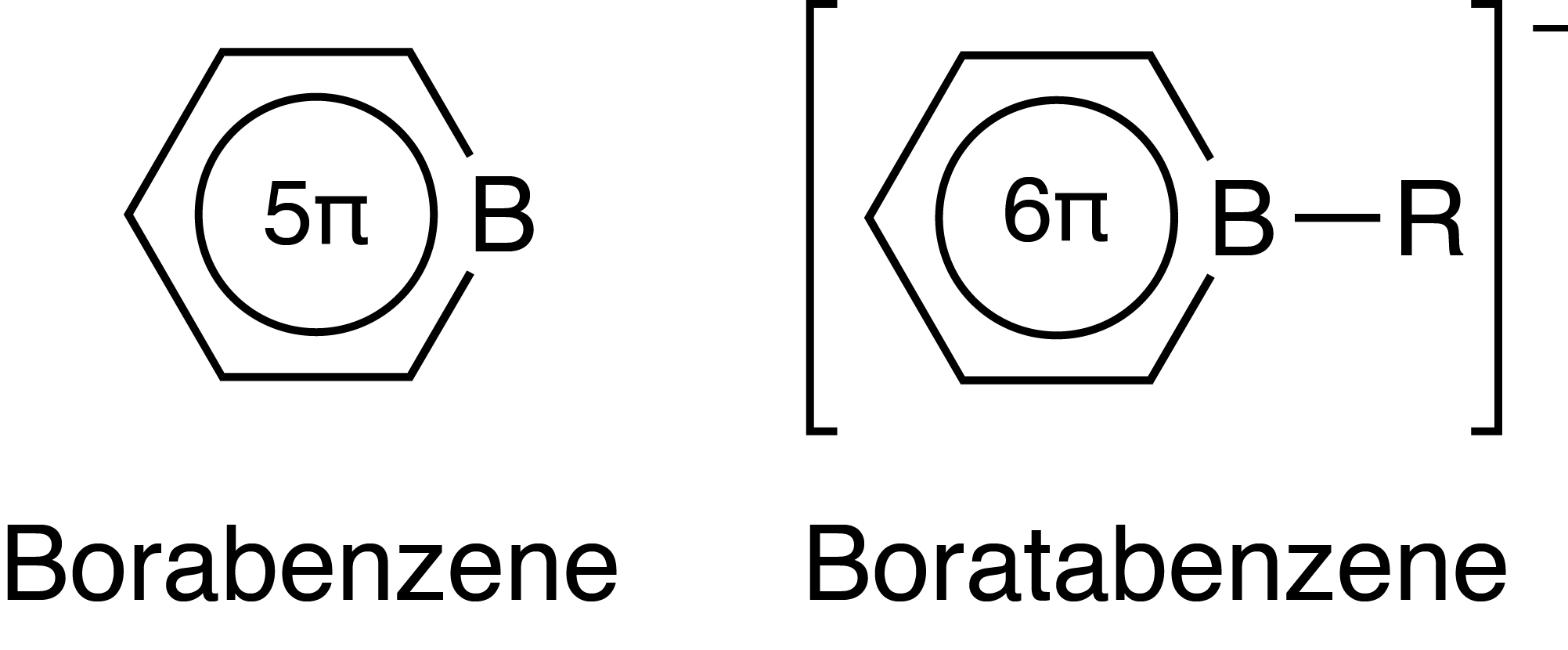

Il borabenzene è il composto eterociclico aromatico di formula C5H5B. Il composto è analogo al benzene, ma contiene un atomo di boro a sostituire un gruppo CH. Un tale composto, senza alcun legante attaccato all'atomo di boro, non è stato ancora isolato, nonostante la struttura sia semplice e il legame boro-carbonio sia piuttosto robusto. Calcoli teorici sul borabenzene indicano che la geometria dell'anello è planare e i 5 elettroni π sono delocalizzati, per cui il composto può essere considerato aromatico. Tuttavia la stabilità dell'anello aromatico è ridotta rispetto a quella del benzene che possiede 6 elettroni π. Inoltre, la elettron-deficienza dell'atomo di boro fa sì che il borabenzene sia un acido di Lewis forte e molto reattivo. Per questi motivi, il borabenzene esiste solo se stabilizzato con basi di Lewis: se la base utilizzata è neutra si ha un addotto, se è negativa si ottiene un sale di boratabenzene.

## Addotti con basi di Lewis

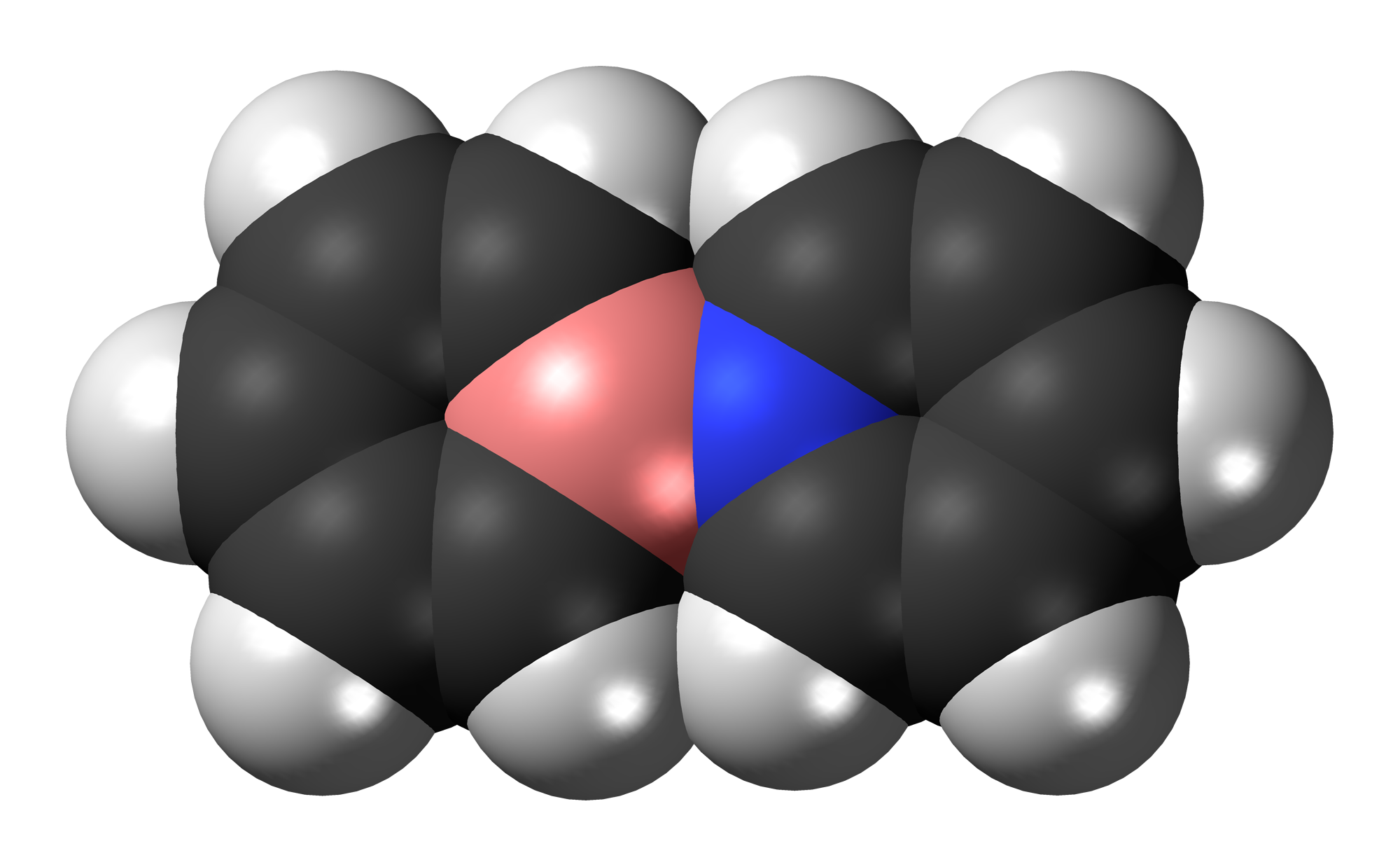
Modello dell'addotto tra borabenzene e piridina

Questi composti derivano formalmente dall'aggiunta di una base di Lewis neutra L al borabenzene, ottenendo addotti tipo C5H5B–L. Il primo composto di questo tipo fu ottenuto con la piridina nel 1985. Sono stati isolati anche altri addotti, ad esempio dove L = N2, 4-fenilpiridina o trimetilfosfina.

## Sali di boratabenzene
L'interazione del borabenzene con una base di Lewis negativa R– porta alla specie anionica [C5H5B–R]– denominata boratabenzene. Questa specie è stabilizzata dal fatto che l'anello aromatico contiene ora 6 elettroni π e l'elettron-deficienza del boro è stata soddisfatta. L'anione più semplice è quello con R = H, cioè 1-H-boratabenzene, specie isoelettronica con il benzene. Altri esempi ben noti sono quelli con R =  Me, Ph e NMe2; tutti questi anioni possono essere precipitati con cationi opportuni (tipicamente Li+).

## Complessi metallici
Addotti del borabenzene e sali di boratabenzene hanno anelli planari con 6 elettroni π e sono specie elettronicamente analoghe al ciclopentadienile C5H5–. Di conseguenza possono fungere da leganti con metalli di transizione e si conoscono un gran numero di complessi di varie tipologie. Alcuni di questi complessi hanno mostrato proprietà catalitiche nell'attivazione del legame C-H e nella polimerizzazione di olefine.
Alcuni esempi di questi complessi sono:
- TiCl3(C5H5B–Me) con struttura a sgabello di pianoforte.[9]
- ZrCl2(C5H5B–Me)2 con struttura a sandwich distorta.[9]
- [Cp*Ru(C5H5B–Me)RuCp*]+ con struttura multistrato, con l'anello boratabenzene che fa da ponte tra i due atomi di rutenio.[10]
- [CpFe(C5H4–BC5H5)CoCp]+ risulta dall'unione di un'unità ferrocene e un'unità (C5H5B)CoCp+.[11]